# Херменегилд
Херменегилд (лат. Hermenegildus; умро 13. априла 585.) је био визиготски принц, син визиготског краља Леовигилда и Хиспаноримљанке Теодосије, и брат другог визиготског краља, Рекареда. Био је одгајен у духу аријанизма, вере Визигота оног доба, и његов прелазак на правоверно хришћанство довео га је у сукоб с оцем који ће се на крају завршити његовим погубљењем.

## Биографија
Још као дечаке, Херменегилда и Рекареда је њихов отац прогласио савладарима на визиготском престолу које је у то доба делио са својим братом, Херменегилдовим стрицем, Лиувом I. Образовао се под утицајем епископа Леандра Севиљског, рођака своје мајке, и са 15 година је склопио брак са франачком принцезом, Ингундом, која је исповедала ортодоксно хришћанство, и која је била кћерка Зигеберта I и Брунхилде, владара франачке Аустразије.
Отац га је послао у Бетику као гувернера, где је под утицајем епископа Леандра и своје жене веома брзо одбацио аријанско и прихватио ортодоксно хришћанство.
Политички проблеми које је његово преобраћење изазвало и сумњиви дипломатски односи са византијским гувернером суседне Спаније, вероватно су били узрок затегнутих односа између Херменегилда и његовог оца, Леовигилда. Оружани сукоб је почео 581. године, и трајао је до 584. У почетку, Византија је помогла устанак, али касније су Византинци повукли помоћ и склопили споразум са Леовигилдом за 30.000 солида у злату. Године 583. Леовигилдове снаге су опседале Севиљу. Херменегилд је издржао тако годину дана иако је на крају морао да побегне у Кордобу. Тамо је ухваћен и послат у затвор у Тарагону. Његова жена је побегла у Африку и тражила азил од Мауриција од Византије, али је умрла на путу. Њихов син, Атанагилд, предат је по наређењу византијског цара својој баби с мајчине стране, Брунхилди, чему се успротивио Леовигилд.
Међутим, стручњаци за историју визиготске Хиспаније, као што су Орландис и Томсон, не сматрају да је Херменегилдово покрштавање било стварни разлог сукоба између оца и сина, већ само изговор, односно повод. Своје тврдње заснивају на чињеници да је у доба Леовигилдове владавине владала религиозна толеранција, као и у разним дипломатским напорима пре и током конфликта. Такође, након конверзије Визигота у правоверно хришћанство у доба Рекареда, хроничари и саборна документа уопште не помињу Херменегилда, његову побуну или његов хероизам, што значи да су га католички Визиготи сматрали само обичним побуњеником а не мучеником.
Иако се нису сачували никаква независна сведочанства о овом догађају, Дијалози Гргура Великог говоре да је Херменегилд одбио понуду опроштаја свог оца под условом да се врати у аријанизам, и да је након тога погубљен јер је одбио да га причести аријански свештеник на дан Ускрса 585. године. Мање наклоњен му је Гргур Турски, веома добро обавештен о свету Визигота, који сматра великим грехом кад се син дигне на оца, па чак иако је овај јеретик.
Не захтев Филипа II од Шпаније, папа Сикст V је канонизовао Херменегилда и прогласио га свецем на 1000-годишњицу његове смрти. Заједно са св. Фернандом, св. Херменегилд је светац заштитник шпанске монархије.
Православна црква помиње Херменегилда као мученика 1. новембра по јулијанском календару.